# Джеремі Нортем
Джеремі Філіп Нортем (англ. Jeremy Philip Northam; народився 1 грудня 1961 року в Кембриджі) — британський актор театру, кіно та телебачення.

## Біографія
Народився в сім'ї Рейчел та Джона Нортемов. Його мати — професор економіки, а батько — професор літератури, фахівець із творчості Генріка Ібсена. Нортем здобув освіту в бристольській середній школі та лондонському університеті Royal Holloway, акторській майстерності навчався у бристольській театральній школі Bristol Old Vic Theatre School.
1989 року дебютував у Королівському національному театрі в Лондоні у виставі «Гамлет», замінивши Деніела Дей-Льюїса. Через рік отримав Премію Лоренса Олів'є в номінації «Найперспективніший новачок» за роль у п'єсі The Voysey Inheritance.
Вже з 1987 Нортем отримував невеликі ролі на телебаченні, а його першою роботою в кіно стала другопланова роль Хіндлі Ерншо у фільмі 1992 «Грозовий перевал». Його кар'єра в Голлівуді розпочалася з участі у трилері «Мережа», де його партнером стала Сандра Буллок. Попри успішний старт у США, продовжив працювати у Великій Британії, знявшись у таких фільмах, як «Емма», «Керрінгтон», «Вирок», «Госфорд-парк», «Енігма», а також зіграв роль філософа і гуманіста Томаса Мора у двох сезонах драматичного телесеріалу «Тюдори».

## Фільмографія
- 1992 — Грозовий перевал Emily Brontë's Wuthering Heights
- 1995 — Каррінгтон Carrington
- 1995 — Мережа The Net Джек
- 1996 — Емма Emma
- 1997 — Мутанти Mimic
- 1997 — Амістад Amistad
- 1999 — Глорія Gloria
- 1999 — Ідеальний чоловік An Ideal Husband
- 1999 — Вирок The Winslow Boy
- 2000 — Золота чаша The Golden Bowl
- 2001 — Держфорд-парк Gosford Park
- 2001 — Енігма Enigma
- 2002 — Кодер Cypher
- 2002 — Одержимість Possession
- 2003 — Співочий детектив The Singing Detective
- 2003 — Вирок The Statement
- 2004 — Боббі Джонс: Геній удару Bobby Jones: Stroke of Genius
- 2007 — Вторгнення The Invasion
- 2007—2008 — Тюдори The Tudors
- 2009 — 1939 Glorious 39
- 2009 — Походження Creation
- 2010 — Лікарня Маямі Miami Medical
- 2014 — Нові світи New Worlds
- 2015 — Всевидюче око Eye in the Sky
- 2015 — Людина, яка пізнала нескінченність The Man Who Knew Infinity
- 2016 — Корона The Crown
- 2016 — Такий самий зрадник, як і ми Our Kind of Traitor